# بيلي كيرنز
بيلي كيرنز (بالإنجليزية: Billy Kearns)‏ هو ممثل أمريكي، ولد في 17 فبراير 1923 في سياتل في الولايات المتحدة، وتوفي في 28 نوفمبر 1992 في Château-d'Œx ‏ في سويسرا بسبب سرطان الرئة.

## وصلات خارجية
- بيلي كيرنز على موقع IMDb (الإنجليزية)
- بيلي كيرنز على موقع ألو سيني (الفرنسية)
- بيلي كيرنز على موقع قاعدة بيانات الفيلم (الإنجليزية)